# Haidar Khan
Haidar Khan (+ probablement el 1925) fou el líder d'una de les tribus Bakhtiar a l'Iran el 1924, protagonista d'un documental sobre els fets que van protagonistar als bakhtiars el 1924. Haidar va dirigir l'emigració de 50.000 bakhtiars i un nombre immens d'animals entre Anatòlia i la província de Bakhtiar al sud-oest de l'Iran, a través del riu Karun i el Zard Kuh, la muntanya mes alta de les muntanyes Zagros.
El 1925 Haidar Khan va contreure la febre groga va morir de la malaltia. Aquest mobiment nòmada va tenir una rebuda impactant segurament degut a que encara eren recents altres emigracions menys nombroses i dificils que havien causat sensació com la dels boers a Sudafrica.